# Nogal prążkowany
Nogal prążkowany, nogal pręgoskrzydły (Leipoa ocellata) – gatunek ptaka z rodziny nogali (Megapodiidae), jedyny przedstawiciel rodzaju Leipoa. Zamieszkuje południową Australię. Długość ciała około 60 cm. Jest gatunkiem monotypowym – nie wyróżnia się podgatunków.

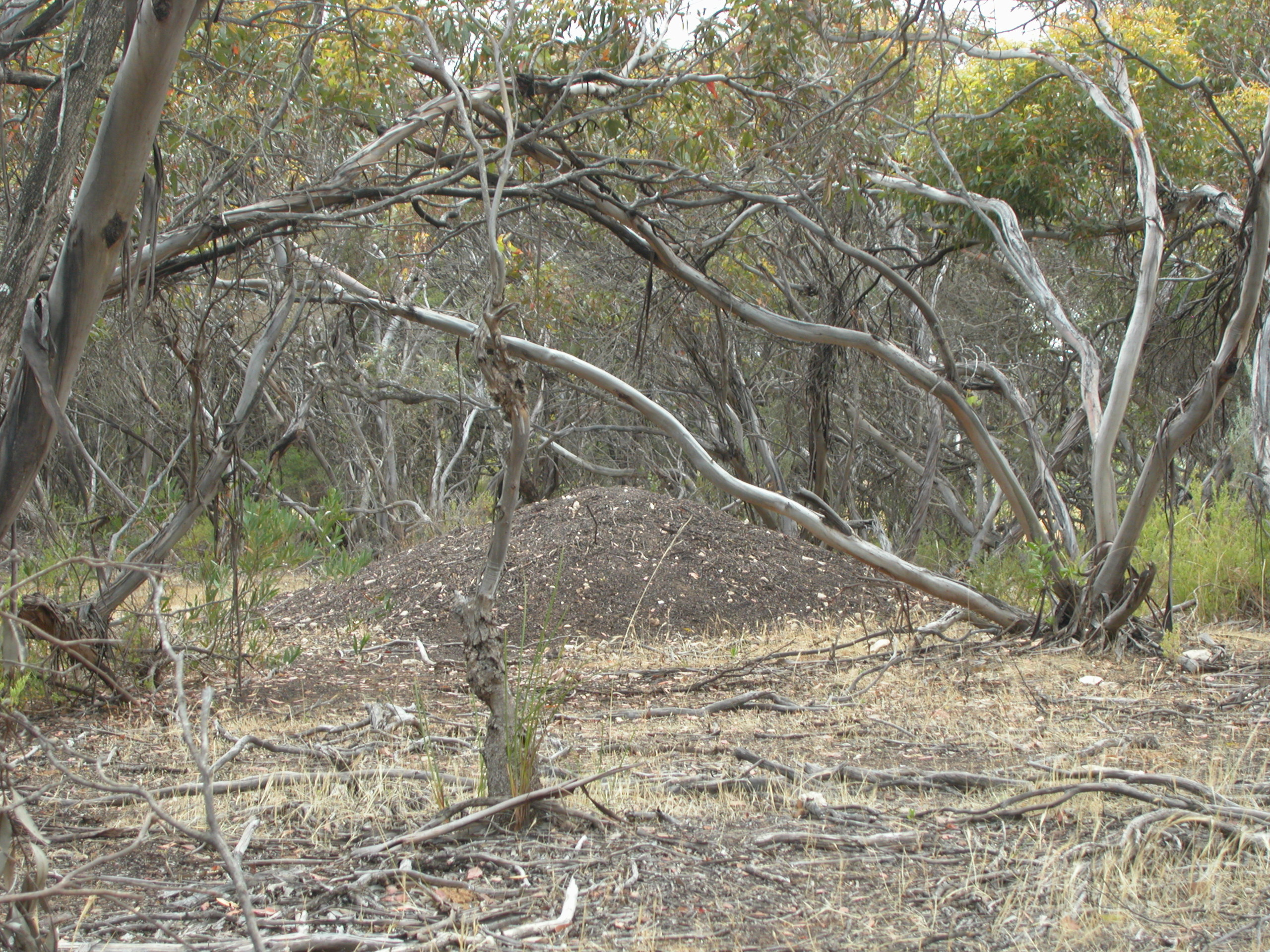
Kopiec do inkubacji jaj

RozródSamica nogala prążkowanego składa jaja w wykopanym przez siebie dole o głębokości do 1 metra, zasypując je mieszaniną ziemi z opadłymi liśćmi eukaliptusa. Gnijące liście stają się rodzajem kompostu, zapewniając odpowiednią temperaturę do inkubacji jaj. Po kilku tygodniach wykluwa się pisklę, które musi przekopać się przez prawie metrową warstwę ziemnego kompostu. To wykopywanie się może trwać nawet kilka dni. Gdy pisklę znajdzie się na powierzchni, od razu potrafi biegać i żerować. Jest narażone na ataki ptaków drapieżnych, od samego początku uczy się więc ich unikania – biegania i chowania się przed nimi. W ciągu jednego dnia potrafi nauczyć się latać. Dzieje się tak dlatego, że samica po zakopaniu jaj nie bierze udziału w opiece ani nad jajami, ani nad potomstwem.
StatusMiędzynarodowa Unia Ochrony Przyrody (IUCN) uznaje nogala prążkowanego za gatunek narażony (VU – Vulnerable) nieprzerwanie od 1994 roku. W 2000 roku liczebność populacji szacowano na 100 tysięcy dorosłych osobników. Trend liczebności populacji uznaje się za spadkowy. Do głównych zagrożeń należą utrata i fragmentacja siedlisk wskutek przekształcania ich w tereny rolnicze oraz drapieżnictwo ze strony introdukowanych ssaków, a zwłaszcza lisa, skutkujące niską przeżywalnością młodych ptaków.